# 雷電温泉
雷電温泉（らいでんおんせん）は、北海道岩内郡岩内町にあった温泉。雷電温泉郷とも呼ばれる。2019年までに全ての温泉施設が閉館した。
地名の「雷電」の由来は、アイヌ語の「ライニ（枯れ木）」や「ラエンルム（低い出崎）」が語源になったという説や、奥州平泉を脱したとされる源義経や武蔵坊弁慶にまつわる伝説において、義経がアイヌの酋長チパの娘メヌカと別れる際に「来年戻る」と言い、この「来年」が訛って「雷電」となったという説がある。

## 泉質
- カルシウム－硫酸塩泉
  - 源泉温度54℃

## 温泉街

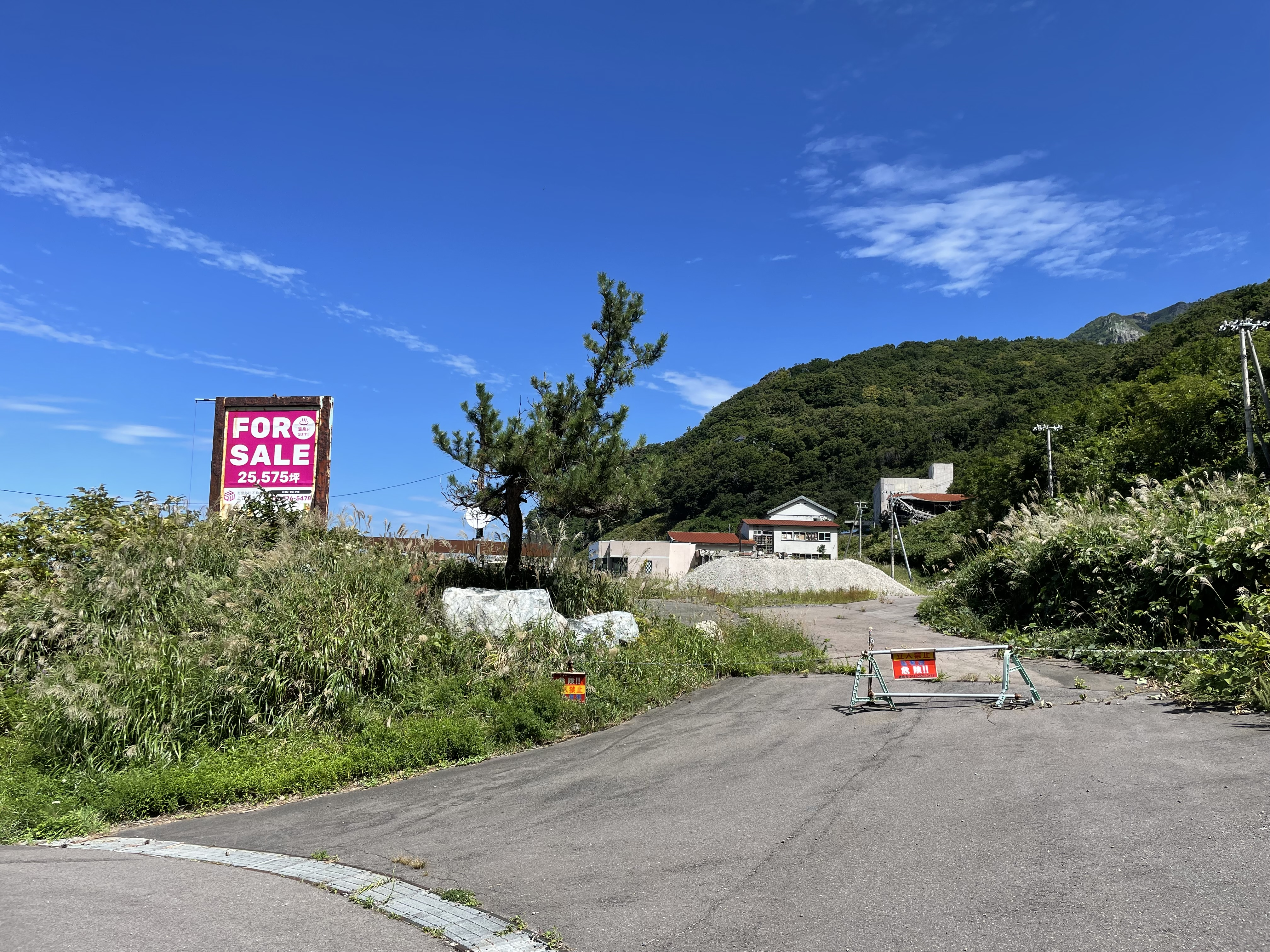
雷電温泉の跡地。2024年9月時点では売地となっている。

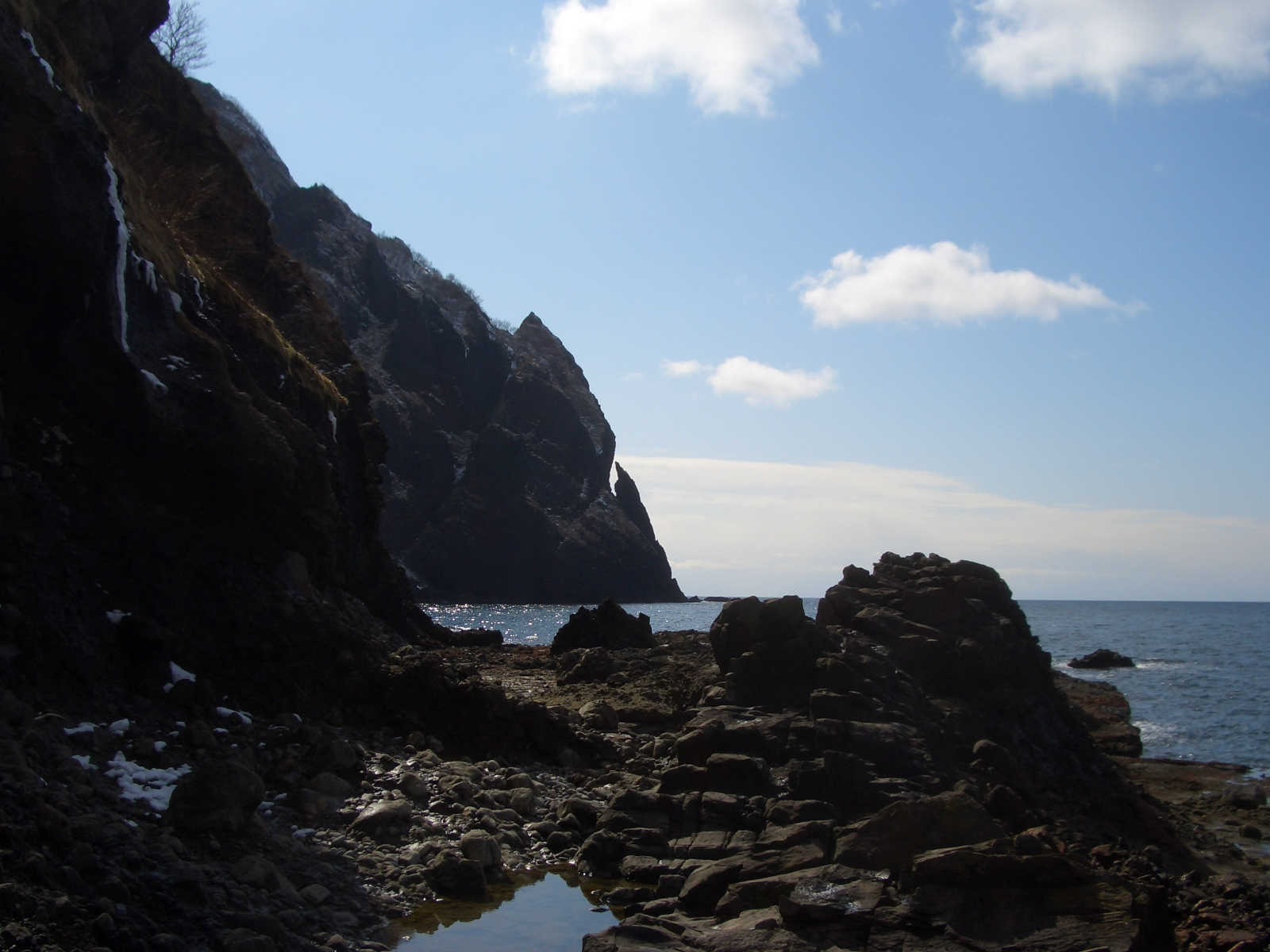
刀掛岩

かつては国道229号沿いに温泉街があったが、2019年までに全ての温泉施設が閉館したため温泉は利用できない。
周辺には武蔵坊弁慶が刀を掛けた伝説が残る刀掛岩がある。奥に進むと朝日温泉があるが、休業中。

## 歴史
温泉宿が開業したのは、当地に国道が開通した1963年（昭和38年）である。かつては9軒温泉宿があった時期もあるが廃業が相次いだ。近年では雷電温泉郷で最も大規模なホテルだった「ホテル雷電」が、2007年（平成19年）5月に、「観光かとう旅館」が2012年（平成24年）7月に廃業するなど相次いで閉館した。この時点でホテル雷電跡を2011年9月に改装してオープンした「ホテル八一」と「みうらや温泉旅館（三浦屋旅館）」の2軒が残るのみとなったが、その「ホテル八一」も2012年8月に、「三浦屋旅館」も2019年（令和元年）9月20日を以て閉館したため、雷電温泉の温泉宿は全てなくなった。
2021年には、「ホテル八一」が解体された。
国鉄岩内線が存在していた頃、札幌駅と岩内駅を結ぶ急行列車が組まれていたが列車の愛称はこの温泉から取られた「らいでん」としていた。

## アクセス
ニセコバス雷電線「雷電温泉郷」停留所。